# Stephanopis trilobata
Stephanopis trilobata là một loài nhện trong họ Thomisidae.
Loài này thuộc chi Stephanopis. Stephanopis trilobata được Cândido Firmino de Mello-Leitão miêu tả năm 1929.